# Manuel María Lombardini
Manuel Apolinario José María Ignacio Lombardini de la Torre (Cidade do México, 1802 - 22 de Dezembro de 1853) foi um militar mexicano que ocupou o cargo de presidente do México durante alguns meses em 1853.
Destacou-se pela sua carreira militar, iniciada em 1814, como aprendiz de artilharia. Após a proclamação do plano de Iguala em 1821 juntou-se às forças independentistas como cadete. Parente de Gabriel Valencia, cuja recomendação levou à sua promoção ao posto de brigadeiro por Antonio López de Santa Anna. Participou na guerra Mexicano-Americana sendo ferido na batalha de Angostura.
Após a expulsão de Santa Anna, continuou seu simpatizante, tendo participado em vários levantamentos contra o governo. Apoiou o plano de Jalisco, tendo por isso sido banido pelo presidente Mariano Arista.
Quando Juan Bautista Ceballos abandonou a presidência, os líderes da revolta militar que levara à sua resignação, elegeram Lombardini presidente interino. No entanto as suas capacidades como homem de estado eram diminutas e de bom grado entregou o poder a Santa Anna, acabado de chegar ao México após ser chamado pelo congresso. Santa Anna nomeia-o comandante das forças militares da capital, cargo que mantinha quando faleceu poucos meses depois.